# 岡田元
岡田 元（おかだ はじめ、1928年6月26日-  ）は、日本の経営者。日立建機社長、会長を務めた。

## 来歴・人物
東京都出身。1956年に東京大学第一工学部機械工学科を首席で卒業し、同年に日立製作所に入社。
1969年12月に日立建機に転じ、1974年5月に取締役に就任し、1979年6月に常務、1983年6月に専務を経て、1986年6月に副社長に就任し、1987年6月には社長に昇格。1997年6月に会長に就任し、2001年6月に相談役を経て、2005年6月から名誉相談役を務めた。
1984年11月に藍綬褒章を受章し、1998年11月に勲三等旭日中綬章を受章。